# Caimi Brevetti
La Caimi Brevetti S.p.A. è una azienda italiana fondata nel 1949 da Renato Caimi e Mario Caimi a Nova Milanese.

## Storia
Nacque inizialmente come azienda produttrice di accessori da cucina brevettati passando poi, negli anni sessanta e settanta, alla produzione di articoli per la collettività.
A partire dagli anni novanta cominciano le collaborazioni con architetti e designer di fama internazionale, tra i quali Michele De Lucchi, Marc Sadler, Mario Bellini, Claudio Bellini, Philippe Nigro, Giulio Iacchetti, Matteo Ragni, Lorenzo Palmeri, Alessandro Mendini e Francesco Mendini, Alberto Meda e Francesco Meda, Moreno Ferrari, Sezgin Aksu, Felicia Arvid, Annalisa Dominoni e Benedetto Quaquaro, Paola Navone e Santiago Miranda.
Nascono in questi anni gli arredi modulari, in particolare librerie e sedie prevalentemente realizzate in metallo abbinato a plastica, cuoio, legno e vetro.
Nel 2011 nasce Snowsound, una tecnologia brevettata per la realizzazione di pannelli fonoassorbenti in poliestere a densità differenziata.
Nel 2017 vengono presentati ufficialmente i primi tessuti fonoassorbenti basati sulla tecnologia brevettata Snowsound Fiber, nell'aprile dello stesso anno Gillo Dorfles interpreta i pannelli acustici personalizzandoli con disegni eseguiti tra il 1937 e il 1998 dando vita alla collezione "per un gigantismo del disegno".
Il 24 luglio 2017 il Presidente del Consiglio On. Paolo Gentiloni visita la sede della Caimi Brevetti.
Sempre nell’ambito dell’iniziativa Snowsound Art nel 2018 inizia la collaborazione con Giò Ponti Archives che porterà alla collezione “Lo splendore del futuro”, nel 2019 sarà Sezgin Aksu ad interpretare artisticamente i suoi prodotti e nel 2020, con il supporto di Atelier Mendini, nasce la collezione “Le idee e le cose” con decori e stilemi che ripropongono le principali tappe artistiche del maestro Alessandro Mendini.
L'azienda ha collaborato nel corso degli anni con università ed istituiti, tra cui il Politecnico di Milano, la facoltà di architettura dell'Università di Genova, l’Università "La Sapienza" di Roma e l’Istituto Europeo di Design di Milano, Torino, Como e Madrid.
Nel 2020 i prodotti Botanica, disegnati da Mario Trimarchi e due pannelli Snowsound ART disegnati da Gillo Dorfles sono stati inseriti nella collezione “Quirinale Contemporaneo 2020” presso le sedi della Presidenza della Repubblica Italiana.
Il 16 Settembre 2020 si inaugura L’Open Lab, un complesso formato da sette laboratori acustici specificatamente dedicati alla ricerca teorica e applicata nel campo dell’acustica e del suono.
I laboratori Open Lab sono anche a disposizione di Università, Istituti di Ricerca, Fondazioni, Enti ed artisti che ne possono usufruirne gratuitamente per studi e ricerche, al fine di individuare nuove soluzioni per il miglioramento della salute e del benessere psicofisico delle persone.
In occasione dell'Expo 2020 Dubai La Caimi brevetti realizza l'installazione "il paesaggio del silenzio" presso il Padiglione Italia, un tunnel allestito con 800 elementi fonoassorbenti della collezione Flat.
Nel 2022 Open Lab riceve la Menzione d'Onore al Compasso d'Oro 2022, contemporaneamente Caimi Lab riceve la Menzione d'Onore al Compasso d'Oro 2022 per la progettazione dell'Open Lab.

## Principali esposizioni
Nel 2006 la Triennale di Milano ospita la mostra monografica Caimi brevetti, 49-06: Oggi è già domani, a cura di Franco Origoni.
Nel 2010 sette brevetti di Caimi vengono esposti nella mostra Disegno e design: brevetti e creatività Italiani, a cura di Fondazione Valore Italia presso il Museo dell'Ara Pacis di Roma e alla rotonda della Besana di Milano in una esposizione itinerante promossa dal Ministero dello Sviluppo Economico e dal Ministero per i Beni e le Attività Culturali.
Nel 2016 partecipa alla XXI Triennale, sempre nello stesso anno, il Museo della Scienza e della Tecnologia Leonardo Da Vinci di Milano, in collaborazione con il CERN e l'INFN, utilizza i pannelli Flap per allestire la sala dedicata al silenzio cosmico presso la mostra permanente Extreme. Alla ricerca delle particelle.
Nel 2021 due progetti vincitori del Compasso d'oro vengono esposti a Milano presso l'Adi Design Museum Compasso d'oro.

## Principali riconoscimenti e premi
Compasso d'Oro nel 2008 e nel 2016, premio Design Europa (conferito dall'EUIPO),  tre German Design Award, International CES Innovation Design and Engineering Awards nel 2014, Menzione d'Onore al XXII Compasso d'Oro, Segnalazione al XIX Compasso d'Oro e dodici ADI Design Index.